# Дејмијан ле Бас
Дејмијан ле Бас (енгл. Damian Le Bas; рођен 11. маја 1985) је британски писац и новинар најпознатији по својој књизи The Stopping Places: A Journey Through Gypsy Britain.

## Биографија
Рођен је 11. маја 1985. у Западном Сасексу као син уметника Дејмијана и Делејна ле Бас. Одрастао је у Вортингу и завршио је теологију на Универзитету Сент Џонс у Оксфорду. Као новинар је радио у уредништву Travellers Times. Пре објављивања, The Stopping Places је 2016. године освојио награду Џервуд за подршку ауторима који пишу своје прво веће наручено дело. Године 2018. је представио BBC-јев документарац A Very British History: Romany Gypsies. Године 2018. је објавио The Stopping Places: A Journey Through Gypsy Britain, мешавину мемоара, путописа и истраживања историје Рома у Уједињеном Краљевству. У јуну 2018. је Би-Би-Си радио 4 објавио Басов роман као књигу недеље. Године 2019. је био део панел дискусије Identity at the Alpine Fellowship.